# Hypena flexuosa
Hypena flexuosa là một loài bướm đêm trong họ Erebidae.